# Festival
Festival označava javni događaj ili seriju svečanosti koja se redovno održava u nekom gradu ili lokaciji te je posvećena određenom aspektu umjetnosti i života. U prošlosti su festivali bili pretežno vjerskog karaktera (svetkovine), odnosno posvećeni određenom božanstvu, da bi kasnije dobili i sekularni sadržaj, pa tako danas imamo pivske festivale kao što je Oktoberfest u Münchenu, glazbene festivale kao što je Splitski festival ili filmske festivale kao što je Filmski festival u Cannesu.
Sadržaj festivala ovisi o povodu, mjestu i vremenu, pa tako može uključivati vjerske obrede, gozbe, izložbe, kazališne i filmske predstave, odnosno športska natjecanja. Sudionici festivalskih natjecanja često znaju dobivati prestižne festivalske nagrade.

## Vrste festivala
- filmski festival
- umjetnički festival
- glazbeni festival
- kazališni festival
- festival fotografije